# Ziarno (czasopismo)
Ziarno (ang. "Ziarno" Musical Monthly, "Ziarno" Polish Music Magazine) – czasopismo muzyczne poświęcone miłośnikom muzyki i śpiewu narodowego, zawierające polskie melodie lub kompozycje wydawane od lipca 1886 r. do 1903 r. jako miesięcznik, później okresowo przez Antoniego Małłka w Chicago.